# Новинковский сельсовет (Загорский район)
Новинковский сельсовет — упразднённая административно-территориальная единица, существовавшая на территории Московской губернии и Московской области до 1939 года.
Новинковский сельсовет был образован в первые годы советской власти. По данным 1918 года он входил в состав Хотьковской волости Дмитровского уезда Московской губернии.
В 1921 году Хотьковская волость была передана в Сергиевский уезд.
По данным 1926 года в состав сельсовета входили 4 населённых пункта — Новинки, Ворохобино, Жёлтиково Новое и Жёлтиково Старое, а также 1 хутор.
В 1929 году Новинковский с/с был отнесён к Сергиевскому (с 1930 — Загорскому) району Московского округа Московской области.
17 июля 1939 года Новинковский с/с был упразднён. При этом вся его территория (селения Новинки, Ворохобино, Костромино, Ново Жёлтиково и Старое Жёлтиково) была передана в состав Васильевского с/с.